# Camace
Camace (in greco antico: Καμακαί?) era una polis dell'antica Grecia ubicata nella penisola Calcidica.

## Storia
Fece parte della lega delio-attica visto che appare nel registro delle città tributarie di Atene, anche se solo una volta nel 421 a.C., dal quale risulta che pagò un phoros di 600 dracme. Viene citata anche in un trattato di alleanza tra gli ateniesi e Bottiea del 422 a.C. dal quale si deduce che apparteneva al territorio di Bottiea e che era vicina a Calindea, anche se non è nota l'esatta localizzazione. Nel 323 a.C., fu una delle città che Alessandro Magno annesse al regno di Macedonia.